# Lista de monarcas do Haiti
A lista de monarcas do Haiti esta relacionada nesta lista. Consta-se os chefes de estado que utilizaram o título de Imperador ou Rei. Os períodos monárquicos foram; Primeiro Império do Haiti (1804-1806), Reino do Haiti (1811-1820) e Segundo Império do Haiti (1849-1859).  Também consta-se os pretendentes até a extinção da casa imperial em 1922 e uma pequena experiência em La Gônave em 1929. 

## Primeiro Império do Haiti

### Casa de Dessalines
| Nome                                                    | Retrato | Brasão | Nascimento                                                       | Consorte Descendência                                         | Morte                                        | Ref.  |
| ------------------------------------------------------- | ------- | ------ | ---------------------------------------------------------------- | ------------------------------------------------------------- | -------------------------------------------- | ----- |
| Jacques I 2 de setembro de 1804 – 17 de outubro de 1806 |         |        | 20 de setembro de 1758 Grande-Rivière-du-Nord pais desconhecidos | Marie-Claire Heureuse Félicité 21 de outubro de 1804 7 filhos | 17 de outubro de 1806 Porto Príncipe 48 anos | [ 4 ] |

## Reino do Haiti

### Dinastia de Christophe
| Nome                                                  | Retrato | Brasão | Nascimento                                                            | Consorte Descendência               | Morte                                                   | Ref.  |
| ----------------------------------------------------- | ------- | ------ | --------------------------------------------------------------------- | ----------------------------------- | ------------------------------------------------------- | ----- |
| Henrique I 28 de março de 1811 – 8 de outubro de 1820 |         |        | 6 de outubro de 1767 Granada pais desconhecidos                       | Marie-Louise Coidavid 1793 4 filhos | 8 de outubro de 1820 Cabo Haitiano aos 53 anos          | [ 5 ] |
| Henrique II 8 de outubro – 18 de outubro de 1820      |         |        | 3 de março de 1804 Haiti Filho de Henrique II e Marie-Louise Coidavid | Não se casou                        | 18 de outubro de 1820 Palácio de Sans-Souci aos 16 anos | [ 6 ] |

## Segundo Império do Haiti

### Dinastia de Solouque
| Nome                                                     | Retrato | Brasão | Nascimento                                                                             | Consorte Descendência                             | Morte                                       | Ref.  |
| -------------------------------------------------------- | ------- | ------ | -------------------------------------------------------------------------------------- | ------------------------------------------------- | ------------------------------------------- | ----- |
| Faustino I 25 de janeiro de 1849 – 15 de janeiro de 1859 |         |        | 15 de agosto de 1782 Petit-Goâve filho de Marie-Catherine Soulouque e pai desconhecido | Adélina Soulouque 31 de dezembro de 1847 2 filhas | 3 de agosto de 1867 Anse-à-Veau aos 84 anos | [ 7 ] |